# Илюшино (Калининградская область)
Илюшино (до 1938 — Миллунен (нем. Milluhnen), до 1946 — Мюленгартен (нем. Mühlengarten)) — посёлок в Нестеровском районе Калининградской области. Входит в состав Илюшинского сельского поселения.

## География
Посёлок Илюшино располагается на правобережье реки Писсы, на территории Красного леса (Ромницкой пущи), в 3 км к юго-западу от города Нестерова на ответвлении от федеральной трассы А-229.

## История
Относилось к исторической области под названием Надровия, завоёванной Тевтонским орденом.
Поселение Миллунен впервые упоминается в 1590 году.
Население Миллунена в 1910 году составляло 487 жителей, в 1933 году - 448 жителей, в 1939 году - 461 житель.
В 1938 году властями гитлеровской Германии Миллунен был переименован в Мюленгартен в рамках кампании по упразднению в Восточной Пруссии топонимики литовского происхождения.
Мюленгартен был с боем взят 23 октября 1944 года воинами 50-й и 54-й гвардейских стрелковых дивизий.
По исходе Второй мировой войны передан в состав РСФСР - СССР, в 1946 году переименован в поселок Илюшино. Ныне в составе России как правопреемницы СССР.

## Население
| 1910 | 1933 | 1939 | 2002  | 2010  |
| ---- | ---- | ---- | ----- | ----- |
| 487  | ↘448 | ↗461 | ↗1081 | ↗1133 |